# Jaguar Mark 1
 (avril 2021).
La mise en forme du texte ne suit pas les recommandations de Wikipédia : il faut le « wikifier ».
Les points d'amélioration suivants sont les cas les plus fréquents. Le détail des points à revoir est peut-être précisé sur la page de discussion.
- Les titres sont pré-formatés par le logiciel. Ils ne sont ni en capitales, ni en gras.
- Le texte ne doit pas être écrit en capitales (les noms de famille non plus), ni en gras, ni en italique, ni en « petit »…
- Le gras n'est utilisé que pour surligner le titre de l'article dans l'introduction, une seule fois.
- L'italique est rarement utilisé : mots en langue étrangère, titres d'œuvres, noms de bateaux, etc.
- Les citations ne sont pas en italique mais en corps de texte normal. Elles sont entourées par des guillemets français : « et ».
- Les listes à puces sont à éviter, des paragraphes rédigés étant largement préférés. Les tableaux sont à réserver à la présentation de données structurées (résultats, etc.).
- Les appels de note de bas de page (petits chiffres en exposant, introduits par l'outil «  Source ») sont à placer entre la fin de phrase et le point final[comme ça].
- Les liens internes (vers d'autres articles de Wikipédia) sont à choisir avec parcimonie. Créez des liens vers des articles approfondissant le sujet. Les termes génériques sans rapport avec le sujet sont à éviter, ainsi que les répétitions de liens vers un même terme.
- Les liens externes sont à placer uniquement dans une section « Liens externes », à la fin de l'article. Ces liens sont à choisir avec parcimonie suivant les règles définies. Si un lien sert de source à l'article, son insertion dans le texte est à faire par les notes de bas de page.
- La présentation des références doit suivre les conventions bibliographiques. Il est recommandé d'utiliser les modèles {{Ouvrage}}, {{Chapitre}}, {{Article}}, {{Lien web}} et/ou {{Bibliographie}}. Le mode d'édition visuel peut mettre en forme automatiquement les références.
- Insérer une infobox (cadre d'informations à droite) n'est pas obligatoire pour parachever la mise en page.

Pour une aide détaillée, merci de consulter Aide:Wikification.
Si vous pensez que ces points ont été résolus, vous pouvez retirer ce bandeau et améliorer la mise en forme d'un autre article.
La Jaguar Mark 1 est l'évolution d'un modèle de voiture du constructeur automobile Jaguar.
À l'origine, celle qu'on appelle communément MK1 n'était pas désignée ainsi par le constructeur. C'est devenu un usage qui permet de la situer par rapport à la célèbre MK2 qui l'a remplacée et quelque peu éclipsée.

## Histoire
Chez Jaguar, dans la première moitié des années cinquante, on souhaite élargir la clientèle en proposant une berline (saloon) moderne et abordable dans sa catégorie. Elle est présentée en 1955 sous le nom de 2.4l,. C'est la première monocoque de la marque et sa carrosserie entièrement nouvelle est dessinée par William Lyons dont on reconnait le style élégant[non neutre]. Le moteur est une nouvelle version du six cylindres en ligne à double arbre à cames qui a déjà fait ses preuves sur d'autres Jaguar, tout comme les suspensions avant à roues indépendantes.
Les qualités de cette voiture, son prix face à la concurrence et la pertinence de son arrivée dans la gamme aux côtés des coupés et cabriolets XK140 (plus sportifs) et de la grande berline Mark VII (plus luxueuse) lui apportent rapidement le succès espéré par la marque. L'ajout opportun d'une version 3.4l à partir de 1957 lui permet d'approcher les 40 000 exemplaires vendus à l'arrêt de sa production en 1959.